# Corennys sericata
Corennys sericata là một loài bọ cánh cứng trong họ Cerambycidae.